# Tropska lasica
Tropska lasica (Mustela africana) južnoamerička je lasica, pripadnik roda Mustela unutar potporodice Mustelinae koju pronalazimo u Brazilu, Ekvadoru i Peruu. Unatoč njenom znanstvenom imenu, ne pronalazimo je u Africi. 
Tropska lasica ima duguljasto i vitko tijelo s razmjerno kratkim nogama i repom. Prsti su spojeni plivaćim kožicama, što je prilagodba ove vrste na djelomično vodeni način života. Krzno ove životinje svijetlosmeđe je boje, s bijelom ili kremastom bojom krzna na trbuhu. Niz njena prsa pruža se smeđa pruga. Duljina tijela tropske lisice iznosi između 21 do 38 centimetara. Malo je dostupnih informacija o ovoj vrsti, no smatra se kako je rijetka u divljini.

## Drugi projekti
|  | Zajednički poslužitelj ima stranicu o temi Mustela africana |
|  | Wikivrste imaju podatke o taksonu tropskoj lasici           |